# Miroslava Holzäpflová
Miroslava Holzäpflová (* 20. října 1991, Dvůr Králové nad Labem, pseudonymem Marry Queen, Miela, Miela A, Terry Fine, Agata) je česká pornoherečka.

## Biografie
Narodila se 20. října 1991 ve Dvoře Králové nad Labem. Svou kariéru začala v 18 letech se svým tehdejším přítelem Mad Maxem. Je známá pod pseudonymy Marry Queen a dalšími, Marry Queen natočila větší počet videí s mnoho muži (např. Tom, Karel, Mad Max, aj.). Nebrání se lesbickým scénám a miluje anální sex. V roce 2014 se vdala.